# Palfnerkogel
Der Palfnerkogel, auch Palfner Kogel oder Schwarzkogel ist ein 1413 m ü. A. hoher Berg im Salzachtal bei Bischofshofen.

## Lage und Landschaft
Der Palfnerkogel liegt links im Salzachpongau, zwischen der Salzach im St.-Johanner Becken bei St. Johann im Pongau und dem Mühlbachtal bei Mühlbach am Hochkönig. Damit gehört er zur Ostabdachung der Dientner Berge, der Hauptgruppe der Salzburger Schieferalpen.
Der Name bezeichnet den ganzen Grat, der sich vom Hochglocker (1588 m ü. A.) nordostwärts nach Bischofshofen zieht. Er läuft vom Schleichkogel (1422 m ü. A.) zwischen Rettenebenalm und Pronebenalm etwa 2 Kilometer weitgehend eben zum eigentlichen Gipfel Palfner-/Schwarzkogel, senkt sich dann ebensoweit zur Kohlmaißhöhe (1198 m ü. A.) leicht ab, und bildet dann die restlichen etwa 2 Kilometer deutlicher fallend die linke Salzachtalung.
Am Ostfuß liegen Rainbach, das namengebende Palfner Dörfl (Palfen ‚Fels‘), an den Hängen Einöden, an der Mühlbachmündung Mitterberghütten, und am Nordfuß Teile von Haidberg und taleinwärts der Ort Mühlbach.
Zur Salzach entwässern Rainbachgraben, Palfnerbach und etliche weitere kleine Gerinne, desgleichen zum Mühlbach.

## Geologie, Bergbau und Erschließung
Der Palfnerkogel-Kamm besteht gänzlich aus der hier vorherrschenden Schattberg-/Löhnersbach-Formation der Grauwackenzone (Ordovizium–Devon, ca. 500–400 Mio. Jahre), graue phyllitische Schiefer (Schwarzschiefer), gegen das Mühlbachtal auch Glanzschiefer, das extrem brüchige Material, das die instabilen Problemhänge über der Hochkönigstraße (B164) bildet. Eingestreut finden sich auch diabasische Einlagerungen vulkanischen Ursprungs (Metamagmatite der Metabasit-Gruppe, Altpaläozoikum), wie sie für die Umgebung von St. Johann, Zell am See und Kitzbühel charakteristisch sind.
Diese Geologie bedingt den Palfnerkogel als Lagerstätte. Kupferkies und insbesondere Fahlerz (Tetraedrit) sind an die altpaläozoischen Schichten gebunden.
Hier liegt das Südrevier des Mitterberger Kupferbergbaues, der schon in prähistorischer Zeit betrieben wurde (Schurfbau Einöden, 2. Jtsd. v. Chr.). Das Vorkommen ist eine Fortsetzung des Mühlbacher Vorkommens und zieht sich bis zum Buchberg Salzachtal-gegenüber.
Es sind drei West–Ost-streichende Gänge bekannt: Brander-, Burgschwaig- und Birgsteingang.
Der Birgsteingang wurde 1855–1879 im Joseph- und Walpurgastollen abgebaut (Kupfergewerkschaft Bürgstein). Der Burgschwaiggang wurde im Klara- und Luisenstollen aufgeschlossen. Der bedeutendste, der Brandergang (Kupferbergbau Einöden der Mitterberger Kupfer AG), wurde ab Anfang des 20. Jahrhunderts (wieder) erschlossen (Oberer Höchstollen, Höchstollen, Unterer Höchstollen bei Höch, sowie Arthurstollen bis Mühlbach, mit folgendem Tiefbau). Der Abbau wurde aber bereits 1957 wegen mangelnder Rentabilität endgültig eingestellt. Zuletzt wurden täglich rund 20 t Hauwerk gefördert, der Metallgehalt betrug rund 1,4–1,8 % Cu. Der Stollen diente auch als Transportweg nach Mühlbach und als Wasserleitungstollen.

Dieser Abbau – der Arthurstollen ist denkmalgeschützt und als Schaubergwerk eingerichtet – soll zukünftig im Rahmen des Geoparks Erz der Alpen präsentiert werden (ebenso wie das Bergbaugebiet Hochglocker).
Am Hang des Palfnerkogels verläuft eine der zwei 220-kV-Leitungen, die durch die umstrittene 380-kV-Salzburgleitung ersetzt werden soll, sowie die 110-kV-Leitung nach Zell am See über Saalfelden.